# 王儒 (嘉靖己未進士)
王儒（1532年—？年），字珍卿，浙江嘉興府嘉興縣人，明朝政治人物。

## 生平
嘉靖三十四年（1555年）乙卯科浙江鄉試第五十六名舉人，嘉靖三十八年（1559年）己未科會試七十三名，廷試三甲三十三名進士。任河南杞縣知縣。

## 家族
曾祖王言，祖王實，父王憲，母沈氏。具慶下。弟王仁。